# 席格體育中心
席格體育中心位於維吉尼亞州首府里奇蒙市區，是屬於維吉尼亞聯邦大學的校區內的多功能體育活動中心，館內擁有一個由7,500個座位所組成的橢圓形室內廣場，以及一個機能健全的學生健身中心，健身中心的設施包括有一個重量訓練室、非比賽用的籃球場地、有氧舞蹈室，以及一間小餐廳。席格體育中心可以舉行全美大學運動協會第一區所列的校際競賽項目，並能成為一般功能性的集會場地，提供一些特殊的集會活動舉行，例如畢業典禮、音樂演奏會、歡迎會，以及各式各樣的競賽（不論是體育性或是非體育性的比賽）。
橢圓形室內廣場於西元1999年正式啟用，這個場地同時也是維吉尼亞聯邦大學萊姆斯棒球隊的主場地，而該隊自從將主場移至席格體育中心後，即成為全國比賽於主場勝率最高的一隊。
席格體育中心每年也會舉行數場當地或是州內的高中籃球競技，而由維吉尼亞聯邦大學與美國國家航空暨太空總署共同舉辦的第一屆年度地區性機械人大賽也在此舉辦。
1. ↑  White, Jeff. . Richmond Times-Dispatch. April 21, 1996.
2. ↑  1634–1699: McCusker, J. J.  (PDF). American Antiquarian Society. 1997. 1700–1799: McCusker, J. J.  (PDF). American Antiquarian Society. 1992. 1800–present: Federal Reserve Bank of Minneapolis. .   [2024-02-29].